# Fiebrigella magnipalpis
Fiebrigella magnipalpis är en tvåvingeart som först beskrevs av Becker 1912.  Fiebrigella magnipalpis ingår i släktet Fiebrigella och familjen fritflugor. Inga underarter finns listade i Catalogue of Life.